# Plataforma PSA EMP1
Common Modular Platform (CMP), traducido como Plataforma modular común, es una plataforma de automóvil modular desarrollada y utilizada conjuntamente por el fabricante de automóviles francés Groupe PSA (fusionado con Stellantis desde 2021) y el fabricante de automóviles chino Dongfeng. Debutó en 2018 con el lanzamiento del DS 3 Crossback, la plataforma es utilizada principalmente por vehículos del segmento B (supermini o subcompactos) junto con algunos vehículos del segmento C de nivel de entrada. Para automóviles más grandes del segmento C anterior, PSA/Stellantis utiliza la plataforma EMP2.
El CMP ofrece un alto nivel de modularidad con una selección de dos anchos de vía, tres distancias entre ejes, tres módulos traseros y la capacidad de ofrecer varios diámetros de rueda, lo que permite a los ingenieros y diseñadores introducir una amplia gama de estilos de carrocería, desde hatchbacks y berlinas. a los SUV.
En 2015, se informó que tanto PSA como Dongfeng gastarían 200 000 000 € en el proyecto de la plataforma con el 60 por ciento del gasto comprometido por PSA, con el 40 por ciento restante de Dongfeng. Un equipo de ingenieros de Dongfeng formó parte del equipo del proyecto con base en el principal centro de I+D de PSA en Velizy, al sur de París.

## Modelos
| Fabricante     | Modelos               | Imagen | Período de producción | Segmento                   | Carrocería(s) | Línea de ensamblaje                  |
| -------------- | --------------------- | ------ | --------------------- | -------------------------- | ------------- | ------------------------------------ |
| Aeolus         | Yixuan                |        | 2019–                 | Coche familiar pequeño (C) | Sedán         |                                      |
| Aeolus         | Yixuan EV             |        | 2020–                 | Coche familiar pequeño (C) | Sedán         |                                      |
| Aeolus         | Yixuan GS             |        | 2020–                 | crossover compacto         | SUV           |                                      |
| Citroën        | C4 III                |        | 2020–                 | Coche familiar pequeño (C) | Hatchback     | Stellantis Madrid                    |
| Citroën        | ë-C4                  |        | 2020–                 | Coche familiar pequeño (C) | Hatchback     | Stellantis Madrid                    |
| DS Automobiles | DS3 Crossback         |        | 2018–                 | Coches pequeños (B)        | SUV           | Stellantis Poissy                    |
| DS Automobiles | DS3 Crossback E-Tense |        | 2019–                 | Coches pequeños (B)        | SUV           | Stellantis Poissy                    |
| Opel/Vauxhall  | Corsa F               |        | 2019–                 | Coches pequeños (B)        | Hatchback     | Stellantis Zaragoza                  |
| Opel/Vauxhall  | Corsa-e               |        | 2020–                 | Coches pequeños (B)        | Hatchback     | Stellantis Zaragoza                  |
| Opel/Vauxhall  | Mokka B               |        | 2020–                 | crossover subcompacto      | SUV           | Stellantis Poissy                    |
| Opel/Vauxhall  | Mokka-e               |        | 2020–                 | crossover subcompacto      | SUV           | Stellantis Poissy                    |
| Peugeot        | 208 II                |        | 2019–                 | Coches pequeños (B)        | Hatchback     | Stellantis Trnava Stellantis Kenitra |
| Peugeot        | e-208                 |        | 2020–                 | Coches pequeños (B)        | Hatchback     | Stellantis Trnava                    |
| Peugeot        | 2008 II               |        | 2019–                 | crossover subcompacto.     | SUV           | Stellantis Mulhouse Stellantis Vigo  |
| Peugeot        | e-2008                |        | 2020–                 | crossover subcompacto.     | SUV           | Stellantis Mulhouse Stellantis Vigo  |

Aplicaciones

### CMP
Vehículos que utilizan la plataforma (períodos):
- Citroën C4 III (2020–actualidad)[6]
  - Citroën C4 X (2022–actualidad)
- Citroën C3 (CC21) (2022–actualidad, low cost)[7][8]
- Dongfeng Fengshen/Aeolus Yixuan (2019–actualidad)[9]
- Dongfeng Fengshen/Aeolus Yixuan GS (2020–actualidad)[10]
- DS 3 Crossback (2018–actualidad)[11]
- Jeep Avenger (2022)[12]
- Opel Corsa F (2019–actualidad)[13]
- Opel Mokka B (2020–actualidad)[14]
- Peugeot 208 II (2019–actualidad)[15]
- Peugeot 2008 II (2019–actualidad)[16]

### eCMP
El CMP también está diseñado para vehículos eléctricos de batería bajo el nombre eCMP, que se puede producir en la misma línea de montaje.. Los eCMP de primera generación están equipados con un motor eléctrico de 100 kW (136 CV; 134 CV), un paquete de baterías de iones de litio de 50 kWh y una bomba de calor de alto rendimiento.
Vehículos que utilizan la plataforma (períodos):
- Citroën ë-C4 (2020–present)
  - Citroën ë-C4 X (2022–present)
- Dongfeng Fengshen/Aeolus Yixuan EV (2019–present)
- DS 3 Crossback E-Tense (2019–present)[11]
- Opel Corsa-e (2019–present)[13]
- Opel Mokka-e (2020–present)[14]
- Peugeot e-208 (2020–present)[15]
- Peugeot e-2008 (2019–present)[16]

### STLA Small
La STLA Small es una versión actualizada de la eCMP.
Vehículos que utilizan la plataforma (períodos):
- Jeep Avenger EV (2022)[12]